# Aage Bentzen
Aage Bentzen, född 1894, död 1953, var en dansk teolog.
Bentzen blev professor i Gamla Testamentets exegetik i Köpenhamn 1929. Bland hans rika produktion märks Jahves Gæst. Studier i Israelitisk Salmediktning (1926), Fortolkning til de gammeltestamentlige Salmer (1939), Inledning til det Gamle Testamente (2 band, 1941), Prædikerens Bog (1942), Helgen el. højforræder? Jeremias og hans folk (1943) samt Jesaja (2 band, 1943-1944).